# Il matriarcato
Il matriarcato. Ricerca sulla ginecocrazia nel mondo antico nei suoi aspetti religiosi e giuridici, conosciuto anche sotto il titolo originale Il Diritto Materno, è l'opera maggiore dello storico e antropologo svizzero Johann Jakob Bachofen. Pubblicata in più volumi a partire dal 1861, è il primo studio approfondito riguardo alla teoria del matriarcato (Bachofen non utilizzò mai il termine "Mutterrecht" nei suoi scritti, preferendogli invece quello di "Frauenherrschaft"), ovvero «il potere delle donne» attraverso la ricostruzione di un'epoca della storia umana in cui la figura della madre prevalse nel sentimento dell'esistenza, rintracciando le testimonianze sparse tra miti, simbologie, racconti degli storici e le leggi.

## Introduzione
È stato uno dei libri più influenti della fine del XIX secolo e dell'inizio del XX secolo. Vedute simili su una supremazia della donna nei tempi arcaici come quella ispirata da Bachofen, si trovano anche in opere di autori precedenti, ma solo Bachofen ha creato con il "matriarcato" una teoria generale sullo sviluppo culturale dell'umanità. Durante la sua vita, ben poca attenzione gli è stata concessa e per lo più le sue tesi sono state respinte dalla comunità scientifica; fama e interesse nei suoi confronti hanno avuto luogo dopo la sua morte, in particolare in Germania, tramite una ricezione ampia e diversificata di autori con visioni del mondo anche molto differenti tra loro, tra cui esponenti del socialismo, del nazismo e dell'antifascismo, del femminismo e dell'antifemminismo, nonché da autori di diverse discipline scientifiche come la sociologia e la psicologia, così come nel campo della letteratura e dell'arte in genere.
Il movimento delle donne negli anni '70, con la rivoluzione sessuale e il femminismo, ha trovato nelle sue idee circa la Dea-Grande Madre un input culturale. Nel 1967 una prima selezione dell'opera di Bachofen è stata per la prima volta tradotta in inglese ad opera di autrici femministe negli USA.
Bachofen era convinto che la comprensione della posizione sociale delle donne fosse di fondamentale importanza per la comprensione della cultura in ogni epoca, soprattutto di quella più antica; egli ha creato l'assunto che "La storia della razza umana è determinata dalla battaglia dei sessi". Sulla base di antichi miti, che interpretava intuitivamente, le relazioni, soprattutto d'epoca classica greco-romana da parte di etnografi come Erodoto, e l'interpretazione della simbologia ritrovata in reperti archeologici e tombe faceva credere a Bachofen l'importanza dell'origine di tutte le religioni per ricostruire la cultura di un popolo. La sua immagine dell'antichità pre-classica è stata caratterizzata dall'idea che le donne avessero una posizione centrale.
Bachofen ha anche inteso il mito "come una rivelazione storica diretta". Le tradizioni mitologiche agiscono di conseguenza come una forza realistica, anche se la distorsione delle immagini dei mondi passati impedisce l'applicazione di una lettura corretta. Così egli vide, ad esempio, nell'Orestea di Eschilo il passaggio dal matriarcato al patriarcato mostrato secondo l'ottica maschile.

## Descrizione
L'approccio di Bachofen è preminentemente evolutivo. L'idea di evoluzione si unisce con la tradizionale simbologia generale: "Si tratta qui dello sviluppo spirituale di una realtà più materiale; del passaggio da una legalità inconscia all'espressione più eminentemente individualistica; della devozione al concetto divino di Natura, questa è l'indagine che si tratta.".
"La legge materna viene dal basso, origina dalla realtà più ctonia del mondo naturale; il Dio padre, invece, viene dall'alto e origina dall'idea di una natura/realtà celeste.".
Dopo Bachofen la studiosa Elke Hartmann dell'università di Berlino ha descritto il suo modello di sviluppo umano in quattro fasi, mentre altri autori come Peter Davies assumono invece un modello a tre stadi.
Esiste a tutt'oggi un consenso generale tra gli accademici nel considerare la "Ginecocrazia" ("Gynäkokratie") proposta e propugnata da Bachofen, non come la caratteristica generale di una cultura di persone, ma un livello e fase cruciale di un certo sviluppo culturale, quello che è stato il passaggio storico dal matriarcato al patriarcato. Le fasi di questo modello di sviluppo sono:
1. L'Eterismo o matriarcato non regolamentato;
2. L'Amazzonismo o fase delle Amazzoni (stadio intermedio);
3. Matriarcato; la madre intesa come genitore primario (eredità matrilineare);
4. Potere del padre o paternità legale.

La prima fase, che si colloca in Oriente, è stato "un momento di casuale eterismo" che è stato segnato dall'assenza della proprietà privata, nella lotta quotidiana per la sopravvivenza e dalla famiglia costituita da individui con forti legami emotivi, infine da un accoppiamento sessuale libero; in un tale stadio il concetto di paternità rimaneva del tutto sconosciuto. "La donna (Afrodite, Elena) è il grembo sempre pronto, mentre il principio maschile serve solo alla fecondazione".
Tuttavia, secondo Bachofen vi era già una concezione reale di maternità corrispondente alla Dea Madre (matrilinearità). Gli uomini avrebbero in seguito prevalso grazie alla loro superiorità fisica, mentre le donne si sarebbero in parte ribellate a questo nuovo status sociale; forzando le loro qualità morali e religiose, nonché con mezzi militari (il mito delle Amazzoni) con cui avevano creato il matriarcato, si realizzò in seguito la monogamia coniugale, "l'età d'oro del genere umano", le cui protagoniste Era e Demetra sono state, come esempio geografico, rappresentate in terra di Licia.
Un lato in un certo qual senso più oscuro del matriarcato viene visto da Bachofen negli antichi miti riguardanti la donna guerriera (fino a giungere ad Artemide e a Pentesilea) la quale incarna una differenza parallela - costituita dal loro carattere androgino - dal carattere ideale di sessuale femminile seguita dalla maternità. Tuttavia, secondo Bachofen, la nostalgia dell'Amazzone va superata nella evizione all'uomo: "Nella moglie dell'eroe conquistatore la donna riconosce la maggiore potenza e la bellezza di un uomo. Volentieri impedisce allora questo suo slancio verso un eroismo amazzonico... stanca, rende omaggio volentieri a colui che gli dà di nuovo il suo destino naturale. Riconosce che [...] l'amore e la fecondazione è il suo destino.".
Caratteristiche fondamentali della regola matriarcale sono:
- il primato sociale della madre; unica eredità spettante alle figlie; il fratello della madre verrà ad avere un posto speciale; diritto pieno della donna di scegliersi autonomamente i propri partners sessuali;
- il matricidio è il crimine più grande e inespiabile;
- nella religione il potere sarebbe stato preso dalle divinità femminili, il tutto a partire da una "dea della terra" (Gea), in cui culto è all'origine di tutte le religioni successive e con le loro sacerdotesse in una posizione superiore;
- economicamente, la società era molto sviluppata nell'agricoltura, che veniva svolta congiuntamente dalle donne; agli uomini era riservata invece la caccia e si trovavano quindi spesso assenti e lontano dalla comunità.
- politicamente si applicava l'uguaglianza universale e la libertà; la donna assumeva per sé il potere di capo dello stato, in cui alcuni compiti venivano poi delegati agli uomini.

Per Bachofen, a un certo momento, ebbe termine il dominio implicito delle donne sugli uomini; le esagerazioni del matriarcato hanno finalmente portato alla fine di questa modalità di esistenza e alla vittoria del patriarcato, la fase della battaglia tra Amazzoni e il mondo patriarcale ellenico degli eroi è la fase che aveva preceduto un tale rovesciamento. "La donna ha eccitato il loro senso di potere ed è riuscita così ad ottenere la supremazia degli uomini.".
Ma questa transizione è avvenuta in conformità con le leggi cosmiche. Le fasi di sviluppo storico corrispondono per Bachofen a una scala cosmologica, che ha associato con attribuzioni religiose diversificate; la divinità femminile ha conseguito così il "mistero della religione ctonia", che era il culto centrale dell'eterismo e del matriarcato, in cui la Luna appare come una rappresentazione simbolica del principio femminile, che si applica e congiunge poi al Sole in quanto rappresentazione simbolica della mascolinità e della linea di discendenza maschile.
Bachofen ha appoggiato la sua teoria a partire dai risultati del lavoro di antropologia negli anni '60 e '70 del XIX secolo e in seguito confermati (da John Ferguson McLennan e Lewis Henry Morgan, tra gli altri). Fino agli inizi del XIX secolo i metodi di storiografia tedesca non contemplavano l'uso della fonte critica, considerando esclusivamente le idee come testimonianze date dai documenti del mondo antico, piuttosto che andare a cercare la veridicità di tali fonti sul terreno..

## Critica
Elke Hartmann riconosce che Bachofen indica la strada: aveva lavorato facendo notare l'importanza della religione nella società antiche, la sua opera è stata "pionieristica anche per un confronto con l'approccio attuale transdisciplinare.".
Peter Davies ha sottolineato che non era importante, per la successiva ricezione di Bachofen, se il modello fosse risultato storicamente vero, ma la sua importanza è che aveva per primo descritto le donne come creatori di cultura e religione..
La studiosa delle religioni Susanne Lanwerd e lo storico Felix Wiedemann indicano che dall'interpretazione storica di Bachofen per la prima volta si riflette sul rapporto tra i sessi e sul fatto che il "sistema famiglia" di stampo patriarcale venisse negato come realtà oggettiva primordiale; anche se poi non aveva in mente una critica al modello di genere patriarcale, ma piuttosto mirava a legittimarlo..
Per la filosofa femminista Helga Laugsch la teoria di Bachofen parla di una certa forma di parità tra donne e uomini, un riflesso dei loro ruoli apparentemente naturali e storici, legati al concetto di Dea-Madre, concludendo però con un chiaro rifiuto del movimento di emancipazione..
Meret Fehlmann nota che tutti e tre i tipi di donne nel modello a fasi proposto da Bachofen corrispondono alle idee del sesso maschile nei confronti della donna: la cortigiana (un'immagine del desiderio sessuale, la donna sempre disposta ad assecondare l'uomo e sessualmente disponibile); la madre (la donna neutralizzata sessualmente che compie la sua cosiddetta opera naturale); e l'amazzone (la femmina ferocemente anti-maschio, immagine della paura sessuale provata dall'uomo nei confronti della donna)..
Stefanie von Schnurbein concorda nel considerare Bachofen come lo scopritore non del matriarcato, ma probabilmente del "Matriarchatsmythen" (mito del matriarcato)..

## Edizioni italiane
- Le Madri e la virilità olimpica, traduzione di e cura di Julius Evola, Collana Piccola Biblioteca di Scienze Moderne n.496, Milano, Fratelli Bocca Editori, 1949. (silloge di scritti di Bachofen contenente la Prefazione di Das Mutterecht)
- Il potere femminile. Storia e teoria, A cura di Eva Cantarella, Collana Studio n.10, Milano, Il Saggiatore, 1977. (scelta antologica)
- Introduzione al diritto materno, A cura di Eva Cantarella, Collana Universale idee, Roma, Editori riuniti, 1983. (scelta antologica)
- Il matriarcato. Ricerca sulla ginecocrazia del mondo antico nei suoi aspetti religiosi e giuridici, 2 voll., a cura di Giulio Schiavoni, trad. Furio Jesi e G. Schiavoni, collana i millenni, Torino, Einaudi, 1988, ISBN 978-88-06-59962-1. vol.II 978-88-065-9988-1 (edizione integrale); nuova ed. aggiornata, Torino, Einaudi, Nuova PBE, 2016.
- Il Matriarcato. Storia e mito tra Oriente e occidente, a cura di Giampiero Moretti, Collana Memorie future, Milano, Marinotti, 2003, ISBN 978-88-8273-042-0. [Gallio, Ferrara, 1993] (edizione parziale)
- Evel Gasparini, Il matriarcato slavo, Sansoni, 1973